# Gakuto Mikumo
 (juin 2015).
Si vous disposez d'ouvrages ou d'articles de référence ou si vous connaissez des sites web de qualité traitant du thème abordé ici, merci de compléter l'article en donnant les références utiles à sa vérifiabilité et en les liant à la section « Notes et références ».
Gakuto Mikumo (三雲 岳斗, Mikumo Gakuto), né le 31 août 1970 dans la préfecture d'Ōita au Japon, est un auteur de light novels. Il est principalement connu pour ses œuvres Asura Cryin', adapté en anime en 2009, et Strike the Blood, également adapté en anime en 2013.

## Biographie
Il a étudié la langue anglaise à l'Université Sophia, dont il est diplômé. 
En 1998, Mikumo a remporté le Prix d'argent au cinquième Grand prix du roman Dengeki avec son premier roman, Called Gehenna (コールド・ゲヘナ, Kōrudo Gehena). Il a également remporté le Japon SF Rookie of the Year en 1999 avec MGH, et un prix spécial lors des Sneaker Awards en 2000 avec Earth Reverse. 